# Profsojuzy-2 Moskwa
Profsojuzy-2 Moskwa (ros. ФК «Профсоюзы-2» Москва) – radziecki klub piłkarski, mający siedzibę w Moskwie.

## Historia
Chronologia nazw:
- 1941: Profsojuzy-2 Moskwa (ros. ФК «Профсоюзы-2» Москва)

W styczniu 1941 Sekretariat Ogólnokrajowej Centralnej Rady Związków Zawodowych postanowił w celu polepszenia wyników sportowych rozformować moskiewskie kluby Lokomotiw, Torpedo, Mietałłurg, Krylja Sowietow, Piszczewik oraz Buriewiestnik i zostały organizowane dwa kluby Profsojuzy-1 Moskwa i Profsojuzy-2 Moskwa, do których ściągnięto najlepszych piłkarzy z tych klubów oraz Traktora Stalingrad i Stachanowca Stalino.
4 maja 1941 zespół debiutował w Grupie A Mistrzostw ZSRR. Po 10 meczach zajmował 9.miejsce. Jednak atak Niemiec na ZSRR przeszkodził w kontynuacji rozgrywek piłkarskich. Profsojuzy przestały istnieć, a rozformowane kluby przywróciły swoją działalność.

## Sukcesy

### Trofea krajowe
| \| \| Zdobyte trofea w rozgrywkach Związku Radzieckiego (stan na: 31-12-1991) \| |                                                                         |      |                        |
| Rozgrywki                                                                        | Osiągnięcie                                                             | Razy | Sezon(y)               |
| Mistrzostwo                                                                      | I miejsce                                                               | 0    |                        |
| Mistrzostwo                                                                      | II miejsce                                                              | 0    |                        |
| Mistrzostwo                                                                      | III miejsce                                                             | 0    |                        |
| Mistrzostwo                                                                      | 9. miejsce                                                              | 1    | 1941 (stan 22.06.1941) |
| Puchar                                                                           | zdobywca                                                                | 0    |                        |
| Puchar                                                                           | finalista                                                               | 0    |                        |
|                                                                                  | Zdobyte trofea w rozgrywkach Związku Radzieckiego (stan na: 31-12-1991) |      |                        |

## Stadion
Klub rozgrywał swoje mecze domowe na stadionie Młodych Pionierów w Moskwie, który może pomieścić 5 000 widzów.

## Piłkarze
Znani piłkarze:
- / Nikołaj Aloszin
- / Władimir Jegorow
- / Wiktor Nowikow
- / Aleksandr Nowokrieszczonow
- / Wsiewołod Winogradow

## Trenerzy
- 01.1941–06.1941:  Konstantin Kwaszin